# 369 av. J.-C.
Cette page concerne l'année 369 av. J.-C. du calendrier julien proleptique.

## Événements
- 25 mars (15 mars du calendrier romain) : entrée en charge à Rome de tribuns militaires à pouvoir consulaire : Quintus Servilius Fidena, Caius Veturius Crassus Cicurinus, Marcus Fabius Ambustus, Aulus Cornelius Cossus, Marcus Cornelius Maluginensis, Quintus Quinctius Cincinnatus. Poursuite du siège de Velitrae[1].
- Printemps : 
  - Alliance d’Athènes et de Sparte devant la puissance thébaine[2].
  - Le roi Alexandre II de Macédoine intervient en Thessalie en proie à l’anarchie après la mort de Jason de Phères. Les Thessaliens font appel à Thèbes qui envoie Pélopidas. Il chasse le roi Macédonien dans son royaume et prend Larissa au tyran Alexandre de Phères, sans parvenir à restaurer l’union de la Thessalie[2].
- Été : nouvelle expédition d’Épaminondas dans le Péloponnèse. Victorieux des Lacédémoniens et des Pelléniens, il attaque Sicyone et Pellène sans succès, puis pille les campagnes de Trézène et d'Épidaure et entre dans Corinthe, fidèle à Sparte. Il en est chassé par les forces de l’Athénien Chabrias (Athéniens, Mégariens, Corinthiens et Pelléniens), supérieures en nombre et se retire. L'arrivée de deux mille mercenaires celtes et ibères transportés par les bateaux de Syracuse amène les Béotiens à retourner chez eux[2].
- Automne : le stratège athénien Iphicrate dirige les opérations en Thrace contre Amphipolis jusqu’à sa démission au printemps 365 av. J.-C. quand il est remplacé par Timothée[3].

- En Chine, la principauté barbare de Zhongshan, dans le nord-est du Shanxi, construit une muraille pour se protéger vers le sud[4].
- Début du règne du roi Xuan (楚宣王) de Chu (fin en 340 av. J.-C.)[5].
- Procès d’Épaminondas et de Pélopidas à Thèbes pour avoir mené campagne au-delà du terme de leurs fonctions. Ils sont acquittés[2].

## Naissances
- Zhuangzi, philosophe chinois.

## Décès
- Théétète d'Athènes, mathématicien (né en 415 av. J.-C.).